# ISTAF

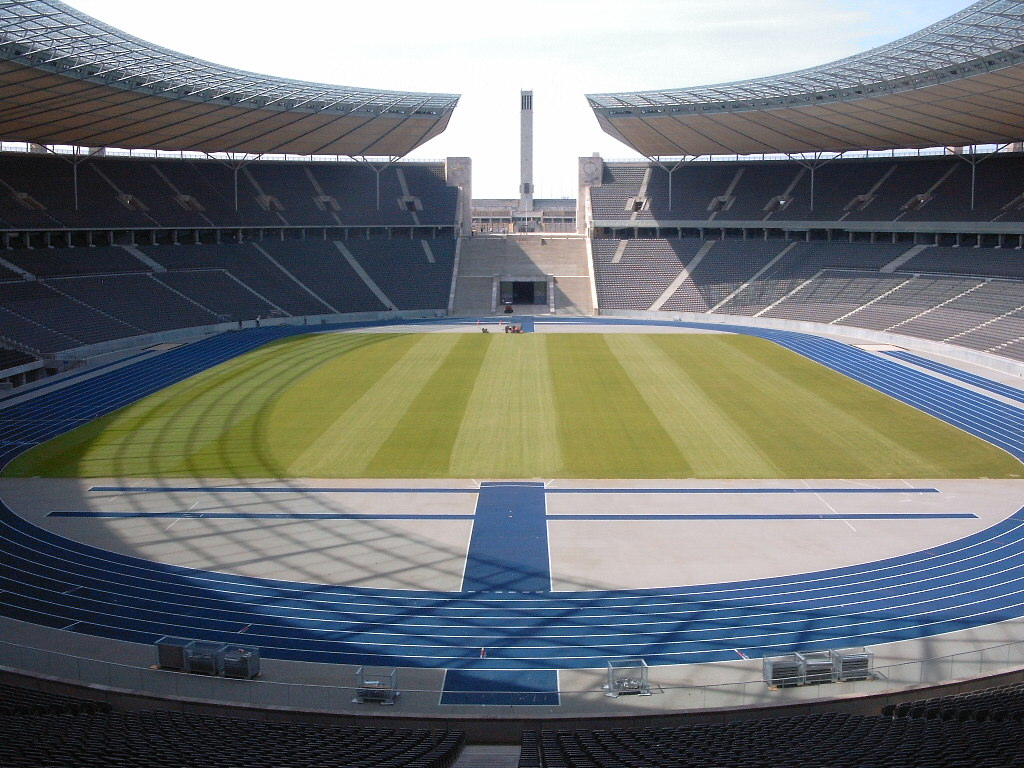
Olympijský stadion v Berlíně

ISTAF (Internationales Stadionfest Berlin) je mezinárodní atletický mítink, který se koná na olympijském stadionu v německém Berlíně. V letech 1998–2009 byl mítink součástí prestižních závodů, tzv. Zlaté ligy. Z důvodu rekonstrukce stadionu se v roce 2002 a 2003 mítink konal na berlínském stadionu Friedricha Ludwiga Jahna. 22. srpna 2010 se uskutečnil 69. ročník.
Na mítinku bylo vytvořeno během celé jeho historie dohromady šestnáct světových rekordů. Dosud platný je výkon marockého běžce Hišám Al-Karúdže, který zde v roce 1999 vytvořil nový světový rekord v běhu na 2000 metrů, jehož hodnota je 4:44,79. Do historie se zapsala také tehdy východoněmecká výškařka Rosemarie Ackermannová, která zde v roce 1977 pokořila jako první žena v historii dvoumetrovou hranici. 22. srpna 2010 zde překonal Keňan David Lekuta Rudisha třináct let starý světový rekord v běhu na 800 metrů, když vylepšil čas Wilsona Kipketera o dvě setiny na 1:41,09.

## Rekordy mítinku

### Muži
| Disciplína    | Výkon                                  | Atlet                       | Datum                         |
| ------------- | -------------------------------------- | --------------------------- | ----------------------------- |
| 100 m         | 9,86 (-0,5 m/s) 9,86 (-0,2 m/s)        | Asafa Powell Maurice Greene | 3. září 2006 1. září 2000     |
| 200 m         | 19,97                                  | Frankie Fredericks          | 30. srpen 1996                |
| 400 m         | 43,94                                  | Michael Johnson             | 27. srpen 1993                |
| 800 m         | 1:41,09                                | David Lekuta Rudisha        | 22. srpen 2010                |
| 1500 m        | 3:29,46                                | Saïd Aouita                 | 23. srpen 1985                |
| 1 míle        | 3:45,64                                | Hišám Al-Karúdž             | 26. srpen 1997                |
| 2000 m        | 4:44,79                                | Hišám Al-Karúdž             | 7. září 1999                  |
| 3000 m        | 7:28,99                                | Tariku Bekele               | 22. srpen 2010                |
| 5000 m        | 12:50,55                               | Moses Ndiema Masai          | 1. červen 2008                |
| 10 000 m      | 27:08,23                               | Arturo Barrios              | 18. srpen 1989                |
| 110 m př.     | 13,02 (+0,6 m/s) 13,02 (+0,9 m/s)      | Roger Kingdom Colin Jackson | 18. srpen 1989 30. srpen 1994 |
| 400 m př.     | 47,17                                  | Edwin Moses                 | 8. srpen 1980                 |
| 3000 m př.    | 8:06,70                                | Ali Ezzine                  | 7. září 1999                  |
| 4 x 100 m     | 37,65                                  | Spojené státy americké      | 1. září 2000                  |
| Skok do výšky | 2,36 m                                 | Javier Sotomayor            | 30. srpen 1994                |
| Skok o tyči   | 6,05 m                                 | Sergej Bubka                | 30. srpen 1994                |
| Skok daleký   | 8,57 m (+0,5 m/s)                      | Mike Powell                 | 21. srpen 1992                |
| Trojskok      | 17,69 m (-0,5 m/s)                     | Jonathan Edwards            | 30. srpen 1996                |
| Vrh koulí     | 21,51 m                                | Ralf Reichenbach            | 8. srpen 1980                 |
| Hod diskem    | 70,60 m                                | Lars Riedel                 | 30. srpen 1996                |
| Hod kladivem  | 82,84 m                                | Heinz Weis                  | 18. srpen 1989                |
| Hod oštěpem   | 93,52 m (starý typ) 91,30 m (nový typ) | Bob Roggy Jan Železný       | 20. srpen 1982 1. září 1995   |

### Ženy
| Disciplína    | Výkon                                  | Atletka                           | Datum                       |
| ------------- | -------------------------------------- | --------------------------------- | --------------------------- |
| 100 m         | 10,78                                  | Marion Jonesová                   | 1. září 2000                |
| 200 m         | 21,96 (+0,2 m/s)                       | Katrin Krabbeová                  | 10. září 1991               |
| 400 m         | 49,07                                  | Tonique Williamsová               | 12. září 2004               |
| 800 m         | 1:54,99                                | Pamela Jelimová                   | 1. červen 2008              |
| 1000 m        | 2:30,67                                | Christine Wachtelová              | 17. srpen 1990              |
| 1500 m        | 3:58,43                                | Süreyya Ayhanová                  | 6. září 2002                |
| 3000 m        | 8:46,66                                | Natalia Artjomovová               | 18. srpen 1989              |
| 5000 m        | 14:29,32                               | Olga Jegorovová                   | 31. srpen 2001              |
| 100 m př.     | 12,37 (+1,4 m/s)                       | Jordanka Donkovová                | 15. srpen 1986              |
| 400 m př.     | 53,26                                  | Deon Hemmingsová                  | 26. srpen 1997              |
| 4 x 100 m     | 41,55                                  | Spojené státy americké            | 21. srpen 1987              |
| Skok do výšky | 2,06 m                                 | Ariane Friedrichová               | 14. červen 2009             |
| Skok o tyči   | 4,83 m                                 | Jelena Isinbajevová               | 14. červen 2009             |
| Skok daleký   | 7,10 m                                 | Heike Drechslerová                | 16. září 1992               |
| Trojskok      | 14,89 m                                | Taťjana Lebeděvová                | 10. srpen 2003              |
| Vrh koulí     | 20,98 m                                | Helena Fibingerová                | 17. srpen 1984              |
| Hod diskem    | 68,64 m                                | Margitta Pufeová                  | 17. srpen 1979              |
| Hod oštěpem   | 74,56 m (starý typ) 70,53 m (nový typ) | Petra Felkeová Marija Abakumovová | 23. srpen 1985 1. září 2013 |